# Joel Campbell
Joel Nathaniel Campbell Samuels (sinh ngày 26 tháng 6 năm 1992) là một cầu thủ chuyên nghiệp Costa Rica đang chơi cho León của México. Campbell có sở trường đá tiền đạo cắm nhưng anh cũng có thể chơi tiền đạo lùi.
Campbell gia nhập Arsenal vào năm 2011, nhưng đã phải giành 3 mùa giải đầu tiên của mình để chơi dưới dạng cho mượn cho 3 CLB ở 3 quốc gia khác nhau: Lorient, Real Betis và Olympiacos. Anh đã có được danh hiệu đầu tiên cùng Pháo Thủ khi đoạt chức vô địch FA Community Shield năm 2014.
Campbell đã có hơn 110 trận khoác áo ĐTQG Costa Rica. Sự nghiệp thi đấu quốc tế của anh khá xán lạn khi được triệu tập vào đội tuyển tham dự Cúp Vàng CONCACAF và Cúp vô địch châu Mỹ, cũng như chơi tốt tại World Cup 2014 và World Cup 2018.

## Tổng cộng sự nghiệp
Tính đến 24 tháng 5 năm 2019.
| Câu lạc bộ          | Mùa giải            | League  | League    | Cup     | Cup       | League Cup | League Cup | Continental | Continental | Khác    | Khác      | Tổng cộng | Tổng cộng |
| Câu lạc bộ          | Mùa giải            | Số trận | Bàn thắng | Số trận | Bàn thắng | Số trận    | Bàn thắng  | Số trận     | Bàn thắng   | Số trận | Bàn thắng | Số trận   | Bàn thắng |
| ------------------- | ------------------- | ------- | --------- | ------- | --------- | ---------- | ---------- | ----------- | ----------- | ------- | --------- | --------- | --------- |
| Saprissa            | 2009–10             | 1       | 0         | —       | —         | —          | —          | 0           | 0           | —       | —         | 1         | 0         |
| Saprissa            | 2010–11             | 2       | 0         | —       | —         | —          | —          | 1           | 0           | —       | —         | 3         | 0         |
| Saprissa            | Tổng cộng           | 3       | 0         | —       | —         | —          | —          | 1           | 0           | —       | —         | 4         | 0         |
| Puntarenas (mượn)   | 2010–11             | 5       | 0         | —       | —         | —          | —          | —           | —           | —       | —         | 5         | 0         |
| Lorient (mượn)      | 2011–12             | 25      | 3         | 1       | 0         | 1          | 1          | —           | —           | —       | —         | 27        | 4         |
| Real Betis (mượn)   | 2012–13             | 28      | 2         | 5       | 0         | —          | —          | —           | —           | —       | —         | 33        | 2         |
| Olympiacos (mượn)   | 2013–14             | 32      | 8         | 6       | 2         | —          | —          | 5           | 1           | —       | —         | 43        | 11        |
| Arsenal             | 2014–15             | 4       | 0         | 1       | 0         | 1          | 0          | 3           | 0           | 1       | 0         | 10        | 0         |
| Arsenal             | 2015–16             | 19      | 3         | 4       | 1         | 2          | 0          | 5           | 0           | 0       | 0         | 30        | 4         |
| Arsenal             | Tổng cộng           | 23      | 3         | 5       | 1         | 3          | 0          | 8           | 0           | 1       | 0         | 40        | 4         |
| Villarreal (mượn)   | 2014–15             | 14      | 1         | 2       | 0         | 0          | 0          | 4           | 0           | 0       | 0         | 20        | 1         |
| Sporting CP (mượn)  | 2016–17             | 19      | 3         | 2       | 0         | 3          | 0          | 4           | 0           | —       | —         | 28        | 3         |
| Real Betis (mượn)   | 2017–18             | 8       | 2         | 1       | 0         | —          | —          | —           | —           | —       | —         | 9         | 2         |
| Frosinone           | 2018–19             | 17      | 0         | 0       | 0         | —          | —          | —           | —           | —       | —         | 17        | 0         |
| León (mượn)         | 2018–19             | 18      | 4         | 2       | 0         | —          | —          | —           | —           | —       | —         | 20        | 4         |
| Leon (Loan)         | 2019-20             | 6       | 0         | 0       | 0         | -          | -          | -           | -           | -       | -         | 6         | 0         |
| Tổng cộng sự nghiệp | Tổng cộng sự nghiệp | 199     | 27        | 24      | 3         | 7          | 1          | 22          | 1           | 1       | 0         | 253       | 32        |

Chú thích
1. ↑  Bao gồm French Cup, Spanish Cup, Greek Cup và FA Cup
2. ↑  Bao gồm French League Cup và League Cup
3. ↑  Bao gồm UEFA Champions League và CONCACAF Champions League
4. ↑  Bao gồm FA Community Shield

### Bàn thắng quốc tế
| #   | Ngày                 | Địa điểm                                                               | Đối thủ     | Bàn thắng | Kết quả | Giải đấu                        |
| --- | -------------------- | ---------------------------------------------------------------------- | ----------- | --------- | ------- | ------------------------------- |
| 1.  | 5 tháng 6 năm 2011   | Sân vận động Cowboys, Arlington, Hoa Kỳ                                | Cuba        | 5–0       | 5–0     | CONCACAF Gold Cup 2011          |
| 2.  | 7 tháng 7 năm 2011   | Sân vận động 23 tháng 8, Jujuy, Argentina                              | Bolivia     | 2–0       | 2–0     | Copa América 2011               |
| 3.  | 15 tháng 11 năm 2011 | Sân vận động Quốc gia, San José, Costa Rica                            | Tây Ban Nha | 2–0       | 2–2     | Giao hữu                        |
| 4.  | 29 tháng 2 năm 2012  | Sân vận động Thiên niên kỷ, Cardiff, Wales                             | Wales       | 1–0       | 1–0     | Giao hữu                        |
| 5.  | 8 tháng 6 năm 2012   | Sân vận động Quốc gia, San José, Costa Rica                            | El Salvador | 2–0       | 2–2     | Vòng loại FIFA World Cup 2014   |
| 6.  | 12 tháng 6 năm 2012  | Sân vận động Providence, Providence, Guyana                            | Guyana      | 4–0       | 4–0     | Vòng loại FIFA World Cup 2014   |
| 7.  | 14 tháng 11 năm 2012 | Sân vận động Ramón Tahuichi Aguilera, Santa Cruz de la Sierra, Bolivia | Bolivia     | 1–0       | 1–1     | Giao hữu                        |
| 8.  | 6 tháng 9 năm 2013   | Sân vận động Quốc gia, San José, Costa Rica                            | Hoa Kỳ      | 3–1       | 3–1     | Vòng loại FIFA World Cup 2014   |
| 9.  | 5 tháng 3 năm 2014   | Sân vận động Quốc gia, San José, Costa Rica                            | Paraguay    | 1–0       | 2–1     | Giao hữu                        |
| 10. | 14 tháng 6 năm 2014  | Sân vận động Castelão, Fortaleza, Brasil                               | Uruguay     | 1–1       | 3–1     | FIFA World Cup 2014             |
| 11. | 13 tháng 10 năm 2015 | Red Bull Arena, Harrison, New Jersey, Hoa Kỳ                           | Hoa Kỳ      | 1−0       | 1−0     | Giao hữu                        |
| 12. | 9 tháng 10 năm 2016  | Sân vận động Krasnodar, Krasnodar, Nga                                 | Nga         | 4−3       | 4–3     | Giao hữu                        |
| 13. | 15 tháng 11 năm 2016 | Sân vận động Quốc gia, San José, Costa Rica                            | Hoa Kỳ      | 3−0       | 4–0     | Vòng loại FIFA World Cup 2018   |
| 14. | 15 tháng 11 năm 2016 | Sân vận động Quốc gia, San José, Costa Rica                            | Hoa Kỳ      | 4−0       | 4–0     | Vòng loại FIFA World Cup 2018   |
| 15. | 3 tháng 6 năm 2018   | Sân vận động Quốc gia, San José, Costa Rica                            | Bắc Ireland | 2−0       | 3–0     | Giao hữu                        |
| 16. | 11 tháng 10 năm 2018 | Sân vận động Universitario, San Nicolás de los Garza, México           | México      | 1−0       | 3–2     | Giao hữu                        |
| 17. | 20 tháng 11 năm 2018 | Sân vận động Monumental Virgen de Chapi, Arequipa, Peru                | Perú        | 3−2       | 3–2     | Giao hữu                        |
| 18. | 13 tháng 11 năm 2020 | BSFZ-Arena, Maria Enzersdorf, Áo                                       | Qatar       | 1−1       | 1–1     | Giao hữu                        |
| 19. | 6 tháng 6 năm 2021   | Empower Field tại Mile High, Denver, Hoa Kỳ                            | Honduras    | 1–0       | 2–2     | CONCACAF Nations League 2020–21 |
| 20. | 12 tháng 7 năm 2021  | Sân vận động Exploria, Orlando, Hoa Kỳ                                 | Guadeloupe  | 1–0       | 3–1     | CONCACAF Gold Cup 2021          |
| 21. | 16 tháng 7 năm 2021  | Sân vận động Exploria, Orlando, Hoa Kỳ                                 | Suriname    | 1–1       | 2–1     | CONCACAF Gold Cup 2021          |
| 22. | 2 tháng 2 năm 2021   | Sân vận động Độc lập, Kingston, Jamaica                                | Jamaica     | 1−0       | 1–0     | Vòng loại FIFA World Cup 2022   |
| 23. | 27 tháng 3 năm 2021  | Sân vận động Cuscatlán, San Salvador, El Salvador                      | El Salvador | 2−1       | 2–1     | Vòng loại FIFA World Cup 2022   |
| 24. | 5 tháng 6 năm 2022   | Sân vận động Quốc gia, San José, Costa Rica                            | Martinique  | 1–0       | 2–0     | CONCACAF Nations League 2022–23 |
| 25. | 14 tháng 6 năm 2022  | Sân vận động Ahmad bin Ali, Al Rayyan, Qatar                           | New Zealand | 1−0       | 1–0     | Vòng loại FIFA World Cup 2022   |
| 26. | 20 tháng 6 năm 2023  | Subaru Park, Chester, Hoa Kỳ                                           | Ecuador     | 1–2       | 1–3     | Giao hữu                        |
| 27. | 4 tháng 7 năm 2023   | Red Bull Arena, Harrison, Hoa Kỳ                                       | Martinique  | 4–1       | 6–4     | Cúp Vàng CONCACAF 2023          |